# Tuomo Hatakka
Tuomo Hatakka (* 1956 in Finnland) ist seit 1. Januar 2008 der Vorstandsvorsitzende von Vattenfall GmbH und seit dem Jahr 2005 Senior Executive Vice President der Vattenfall AB.

## Leben

### Ausbildung und Beruf
Hatakka studierte an der Handelshochschule Helsinki und an der IESE Business School in Barcelona.
Von 1984 bis 1991 war Hatakka als Manager bei „Bain & Company“ Unternehmensberatung in London und von 1992 bis 1993 als Direktor der „Company Assistant Limited“ in Polen tätig. Anfang 1994 wurde er zum Executive Vice President der „Enterprise Investors“ in Warschau bestellt. In den Jahren 2000 bis 2001 war er President & CEO von „Elektrim Kable“ Warschau. Von 2002 bis 2007 leitete Hatakka die Vattenfall Business Group Poland.
Im August 2010 positionierte sich Hatakka als einer von 40 prominenten Unterzeichnern des Energiepolitischen Appells, einer Lobbyinitiative der vier großen Stromkonzerne in Deutschland, der für die Laufzeitverlängerung deutscher Kernkraftwerke eintrat.

### Privates
Hatakka ist mit einer Deutschen verheiratet, hat drei Kinder, lebt in Kleinmachnow bei Berlin und spricht neben Finnisch auch Deutsch, Englisch, Spanisch, Schwedisch und Polnisch.